# Enrico Baldini
Enrico Baldini (ur. 13 listopada 1996 w Massa) – włoski piłkarz grający na pozycji napastnika w Cittadella.

## Statystyki kariery

### Klubowe
(aktualne na dzień 13 lipca 2023)
| Klub                | Sezon              | Liga               | Liga  | Liga   | Puchar kraju | Puchar kraju | Europa | Europa | Suma  | Suma   |
| Klub                | Sezon              | Liga               | Mecze | Bramki | Mecze        | Bramki       | Mecze  | Bramki | Mecze | Bramki |
| ------------------- | ------------------ | ------------------ | ----- | ------ | ------------ | ------------ | ------ | ------ | ----- | ------ |
| Inter Mediolan      | 2014/15            | Serie A            | 0     | 0      | –            | –            | 1      | 0      | 1     | 0      |
| Inter Mediolan      | 2015/16            | Serie A            | 0     | 0      | –            | –            | –      | –      | 0     | 0      |
| Inter Mediolan      | Łącznie            | Łącznie            | 0     | 0      | 0            | 0            | 1      | 0      | 1     | 0      |
| Pro Vercelli (wyp.) | 2016/17            | Serie B            | 6     | 0      | 1            | 0            | –      | –      | 7     | 0      |
| Ascoli              | 2017/18            | Serie B            | 24    | 1      | 2            | 0            | –      | –      | 26    | 1      |
| Ascoli              | 2018/19            | Serie B            | 12    | 0      | 1            | 0            | –      | –      | 13    | 0      |
| Ascoli              | Łącznie            | Łącznie            | 36    | 1      | 3            | 0            | 0      | 0      | 39    | 1      |
| Fano                | 2019/20            | Serie C            | 29    | 2      | 0            | 0            | –      | –      | 29    | 2      |
| Fano                | 2020/21            | Serie C            | 15    | 1      | 0            | 0            | –      | –      | 15    | 1      |
| Fano                | Łącznie            | Łącznie            | 44    | 3      | 0            | 0            | 0      | 0      | 44    | 3      |
| Cittadella          | 2020/21            | Serie B            | 19    | 5      | –            | –            | –      | –      | 19    | 5      |
| Cittadella          | 2021/22            | Serie B            | 32    | 10     | 2            | 0            | –      | –      | 34    | 10     |
| Cittadella          | 2022/23            | Serie B            | 6     | 2      | 0            | 0            | –      | –      | 6     | 2      |
| Cittadella          | 2023/24            | Serie B            | 0     | 0      | 0            | 0            | –      | –      | 0     | 0      |
| Cittadella          | Łącznie            | Łącznie            | 57    | 17     | 2            | 0            | 0      | 0      | 59    | 17     |
| Łącznie w karierze  | Łącznie w karierze | Łącznie w karierze | 143   | 21     | 6            | 0            | 1      | 0      | 150   | 21     |